# Today Is Another Day
Today is Another Day es el séptimo álbum de estudio de la banda japonesa de J-Rock Zard. Fue publicado el ocho de julio de 1996.

## Lista de canciones
En todas música y letra por Izumi Sakai
- 1-My Friend (マイ フレンド?)
- 2-Kimi ga Itakara (君がいたから?)
- 3-Sayonara wa Ima mo Kono Mune ni Imasu (サヨナラは今もこの胸に居ます?)
- 4-Love ~Nemurezu ni Kimi no Yokogao Zutto Miteita (LOVE ～眠れずに君の横顔ずっと見ていた?)
- 5-Dan Dan Kokoro Hikareteku (DAN DAN 心魅かれてく?)
- 6-Nemuri (眠り?)
- 7-Kokoro o Hiraite (心を開いて?)
- 8-Totsuzen (突然?)
- 9-Kyō mo (今日も?)
- 10-Today is Another Day
- 11-Ai ga Mienai (愛が見えない?)
- 12-Mitsumete Itai ne (見つめていたいね?)

- Datos: Q3283949